# Synema latispinum
Synema latispinum är en spindelart som beskrevs av Eugen von Keyserling 1883. Synema latispinum ingår i släktet Synema och familjen krabbspindlar.
Artens utbredningsområde är Peru. Inga underarter finns listade i Catalogue of Life.